# كأس ويلز 1969–70
كأس ويلز 1969–70 (بالإنجليزية: 1969–70 Welsh Cup)‏ هو موسم من كأس ويلز. فاز فيه كارديف سيتي.